# Tintín a Amèrica
Tintín a Amèrica és el tercer àlbum de Les aventures de Tintín i Milú creat per Hergé el 1932. En la posterior publicació en color del 1945, Hergé perfecciona tècnicament l'àlbum i n'elimina les imatges més polèmiques. Publicat per primera vegada en blanc i negre del 3 de setembre de 1931 al 20 d'octubre de 1932 a les pàgines de Petit Vingtième, un suplement del diari Le Vingtième Siècle, l'àlbum es va publicar per primer cop el 1932. La versió en color actual de l'àlbum es va publicar per primer cop el juliol de 1946. És l'àlbum més venut de Les aventures de Tintín al món.
Seguint la tradició de fer un retrat de la realitat i del territori del moment, l'autor hi inclourà diversos elements propis de l'entorn on es desenvolupa l'acció: el diari Chicago Tribune, el vaixell SS Normandie (tot i que no se'n fa referència, es dedueix). Perseguint el mateix objectiu, no s'han traduït moltes de les expressions dels nadius, com per exemple: corned beef, squaw, old boy. En algun cas també fa servir expressions traduïdes literalment de l'anglès, com en el cas dels mots paquebot o taup.

## Argument
La trama té lloc als Estats Units a Chicago, durant la prohibició, on el reporter Tintín i el seu gos Milú lluiten contra els gàngsters de la ciutat.
Després de viatjar al Congo i d'haver desmantellat un tràfic de diamants organitzat per Al Capone a l'àlbum Tintín al Congo, Tintín se'n va a Amèrica, arriba a Chicago on s'enfronta a la banda de gàngsters d'Al Capone, un dels pocs personatges reals que apareixen en les aventures de Tintín, i a un altre gàngster anomenat Bobby Smiles. La seva arribada és esperada amb entusiasme pels gàngsters, que el segresten tan aviat com baixa del tren. Tot i així, s’escapa i perd la pista dels bandolers en un accident de trànsit. Quan surt de l'hospital, Al Capone el segresta al seu torn, però Snowy intervé i Tintín pot capturar tota la banda. Malgrat aquesta gesta, la policia no el creu i Al Capone s’escapa. Un líder rival, Bobby Smiles, decideix llavors reclutar a Tintín perquè elimini Al Capone. Davant la seva negativa, Smiles intenta matar-lo dues vegades, sense èxit, i després es veu obligat a fugir després de la detenció de la seva banda. L'acció transcorre en dos escenaris ben diferents: el suburbi de la ciutat de Chicago i les reserves dels pellroges. Tintín, seguint les passes del malvat Bobby Smiles, s'endinsa al territori indi.
En aquest àlbum Tintín ha de lluitar contra diversos mafiosos com per exemple Mike Mac Adam, Tom Hatec, Bobby Smiles...que tenen interessos petroliers a les terres dels pells-roges (liderades pel Gran Sachem). Amb tot, el repòrter sortirà triomfant i serà presentat com un jove fidel als seus principis quan rebutja diverses ofertes de mitjans de comunicació per vendre la nova exclusiva i narrar les seves aventures.
Tintín a Amèrica està ple d'ironies, com la unió en sindicats (Rapte S.A. i GSX) dels diferents infractors de la llei, i vol ser una crítica al capitalisme (i a les màfies de gàngsters de la ciutat de Chicago) i a l'ocupació de les reserves naturals índies per part dels blancs, a qui ells anomenen cara pàl·lida. Hergé dedica moltes vinyetes a descriure aquests mons: per una banda la ciutat i els seus gratacels, amb la famosa vinyeta de Tintín a la seva façana, i per l'altra la minoria ètnica que el jove reporter coneix, la tribu dels peus negres, amb els seus déus Sachem i Gran Wacondah.

## Personatges

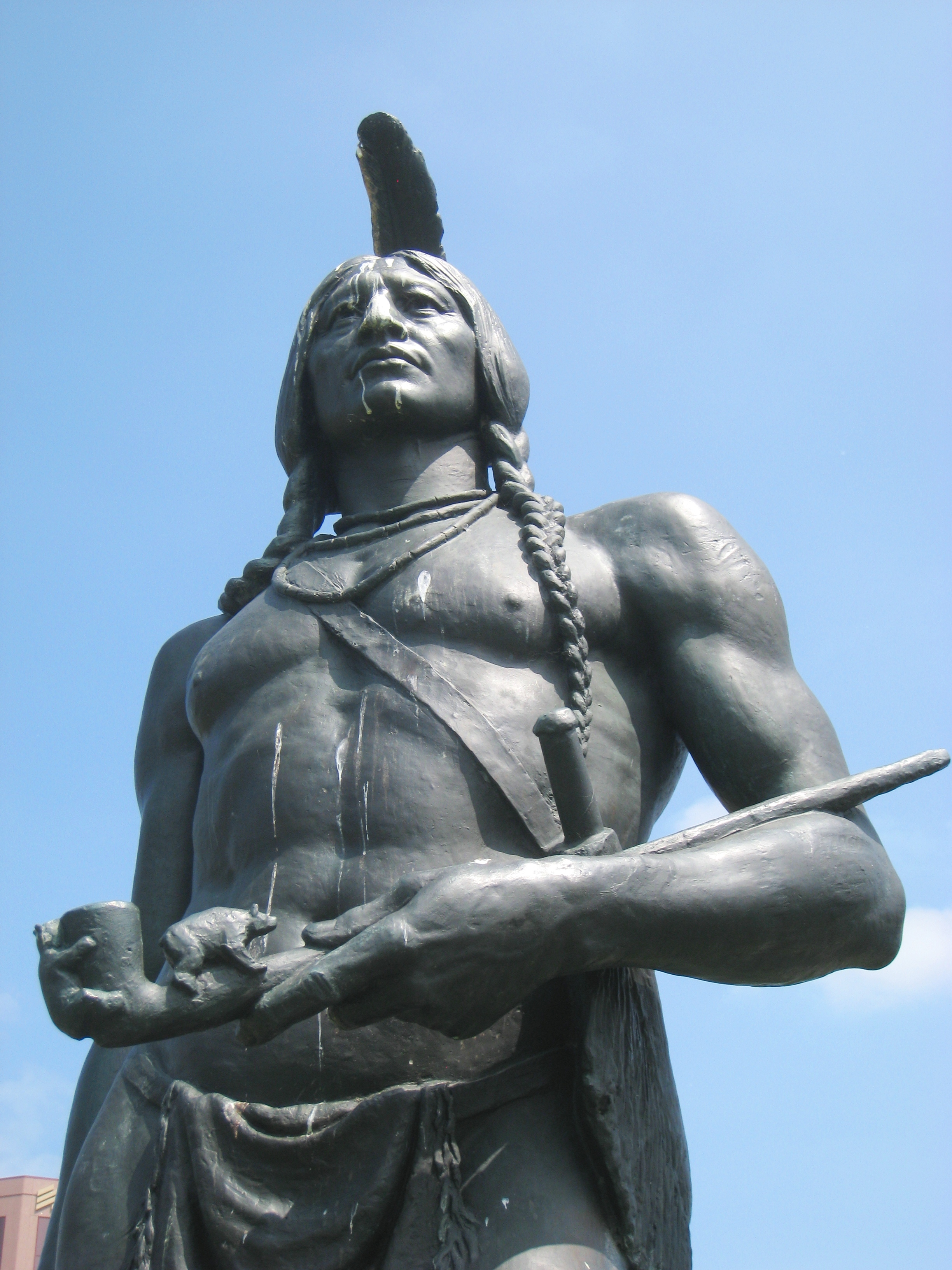
Gran Sachem

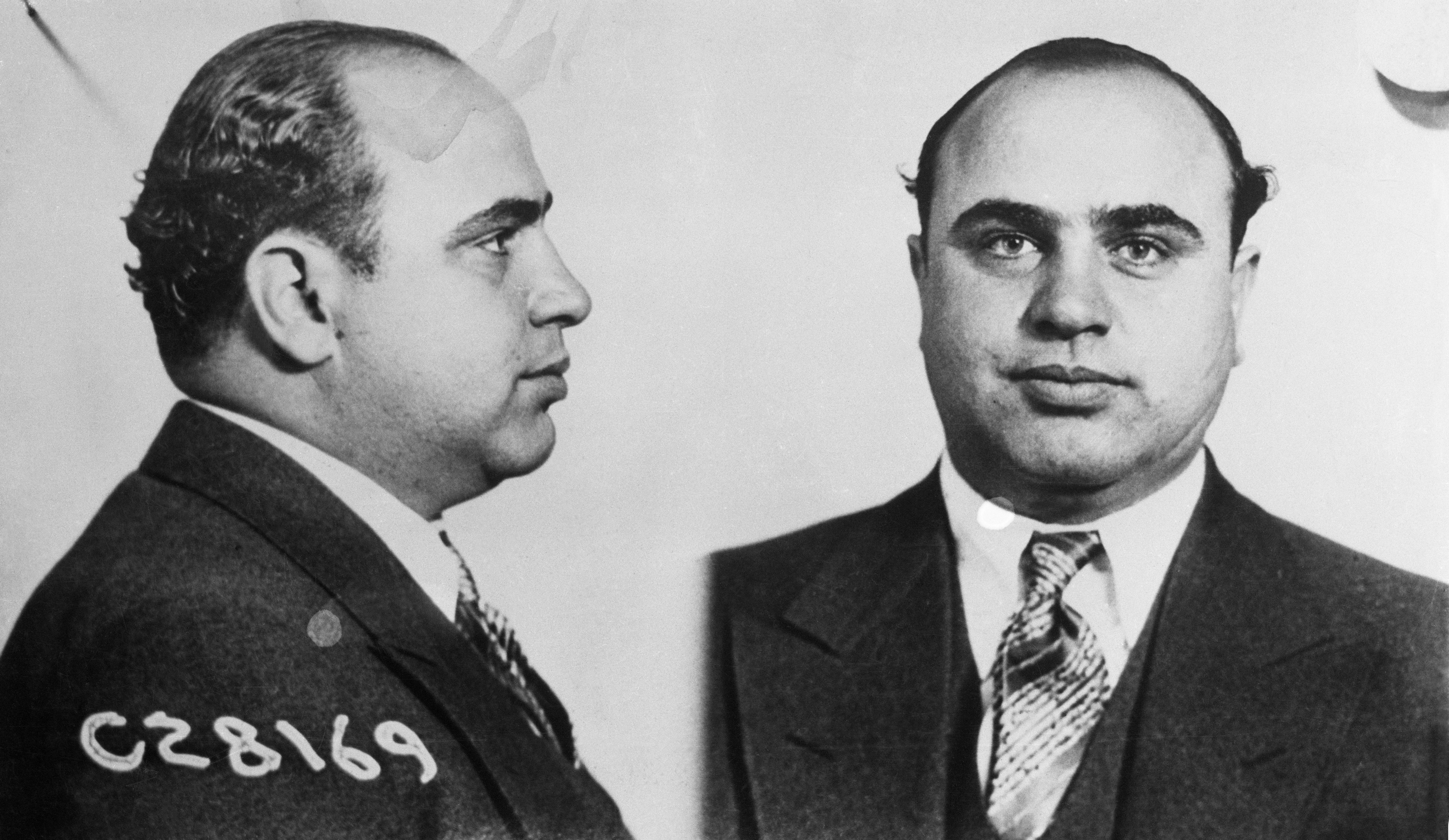
Al Capone (inspirador de Bobby Smiles)

- El Gran Sachem és el que mana a la tribu dels peus negres i també era conegut com el talp de la mirada que travessa. És enganyat per Bobby Smiles per atrapar a Tintín, però al final ell se salva perquè es baralla amb els seus amics de la tribu. Actua com una persona valenta i amb molta capacitat de decisió.
- Bobby Smiles és el cap de la GSX, és ric, poderós i amb ganes de fer el mal a la ciutat de Chicago. Està inspirat en el personatge real d'Al Capone. És el principal dolent i el que vol és matar Tintín per poder treballar tranquil. A la ciutat, aquest home és buscat per la policia, i fins que no arriba Tintín, no aconsegueixen atrapar-lo. Físicament, aquest home és d'estatura mitjana, i la seva edat és aproximadament de 40 anys. Porta ulleres, té un nas bastant llarg i sempre porta la ratlla al mig del cabell, que és de color negre.
- Maurice Oyle, és l'encarregat de Grynde (Empresa), una companyia de producció de carn nord-americana. Però en secret, Maurice està en contacte amb el Director de Kidnap Inc, Bugsy Kidnap. Quan el director s'escapa de Tintín a través d'una trampa, el director li diu a Maurice que es desfaci de Tintín. L'endemà, Tintín rep una carta de Grynde on li diuen que ha d'anar a visitar l'empresa. Maurice l'acompanya a dalt i prem un interruptor que activa una trampa que fa caure una tanca. Després s'adona que Tintín ha sobreviscut a l'atac, i va a casa del seu cap, que el colpeja. L'últim cop que se'l veu en el còmic és quan el duen a la presó.
- Mike Mac Adam, apareix quan rapten Milú i llavors Tintín contracta a un detectiu (en Mike) per esbrinar on és. Els seus mètodes de deducció no són gaire eficients, ja que s'equivoca sovint i no arriba mai a trobar a Milú. Té una semblança amb els germans Dupond i Dupont en la forma de ser i en el vestuari. És una mica maldestre i no gaire llest, porta un barret de bombí de color negre, una americana marró a conjunt amb els pantalons i les sabates, una camisa de color verd viu i sempre fuma un cigar.

## Sindicats de gàngsters

### Rapte S.A.
Rapte S.A. és una associació creada en el còmic Tintín a Amèrica, formada per sis membres que es dediquen a segrestar aquelles persones o animals que els encarreguen. El primer i únic rapte que fan és a Milú i a partir d'aquest, formen l'associació. No va gaire lluny, ja que al no estar ben organitzats, Tintín aconsegueix salvar el gos i ajudar la policia a atrapar-ne cinc membres, però l'últim, que és el líder de l'associació, és força astut i els costa molt de seguir el rastre. Finalment, amb l'enginy de Tintín i Milú l'acaben atrapant i l'associació de Rapte S.A. desapareix. La creació d'aquesta organització representa una de les ironies del còmic, ja que els criminals, a diferència de l'àlbum, no s'associen.

### GSX
La GSX, sigles de Gàngster Sindicat Chicago, és un altre dels sindicats de gàngsters de Chicago que apareixen al còmic. Els seus membres es dediquen a matar i, per tant, són presentats com els dolents. La GSX està governada per Bobby Smiles. La policia de Chicago vol acabar amb aquesta entitat, ja que a la ciutat és coneguda perquè és molt perillosa. Tintín pretén acabar amb ells, i la GSX vol eliminar Tintín, però al final qui surt guanyant és el periodista.

### Slift
Slift & Co és l'empresa fictícia creades dedica a crear les llaunes d'envasament del Corned beef, carn envasada en llaunes fetes amb el metall que retiren dels cotxes vells que els envien empreses d'automòbils. A canvi ells els subministren les llaunes velles que els seus agents recullen del món exterior, i amb aquestes treuen nous models de cotxes. En realitat és una empresa que serveix per amagar els negocis de la màfia. El gàngster Tom Hatec treballa en aquesta empresa.